# Brønnøysund
Brønnøysund met zijn 4000 inwoners is het bestuurlijke centrum van de gemeente Brønnøy in de provincie Nordland, Noorwegen. Het is  gelegen aan de Kystriksveien, de provinciale weg 17 die in Steinkjer van de E6 aftakt en naar Bodø loopt. Deze kustweg komt langs Sandnessjøen, Nesna en Ørnes die, zoals Brønnøysund, aanlegplaatsen van Hurtigruten zijn.
Brønnøysund ligt nu op een schiereiland maar was aanvankelijk een eiland dat door een zee-engte van het vasteland gescheiden was. Wanneer het land na het smelten van het ijs omhoog kwam, werd de engte ondieper totdat het mogelijk werd ze bij laagwater over te steken. In 1850 vulde men alles op met stenen, kiezel en aarde.
Het huidige Brønnøysund ontstond in 1887 toen men een eerste stadsplan opstelde waarbij 38 eigendommen werden afgesplitst van het domein van de parochie. De naam van de gemeente verwijst naar de talrijke bronnen die destijds voor de zeevaarders belangrijk waren op hun reis naar Trondheim en Bergen. 

## Verkeer
Via rijksweg 76 heeft de gemeente een goede verbinding met de E6. De gemeente beschikt over een vliegveld. Widerøe verzorgt van hieruit verbindingen met Trondheim, Mo i Rana en Bodø. De Hurtigruten stopt hier dagelijks op weg naar Bergen (zuidwaarts) en Kirkenes (noordwaarts). Ook zijn er busverbindingen met Sandnessjøen, Mosjøen, Grong en Namsos.

## Bezienswaardigheden
- Torghatten, een berg ten zuiden van Brønnøysund, bekend om zijn karakteristieke vorm. In het midden is een 35m hoge en 160 m lange opening die tijdens de IJstijd gevormd werd wanneer het zeepeil beduidend hoger was en ijs en zeewater de zachtere rotsgedeelten erodeerden. De berg is te bereiken via de brug die Brønnøysund met het eiland Torget verbindt. Het gat in de berg is echter het best te zien van op een schip van Hurtigruten op zijn vaart naar het zuiden.

- Tilrem, gedurende 1000 jaar een lokaal cultureel en politiek centrum met overblijfselen uit de periode voor de kerstening van Noorwegen en uit het Viking tijdperk. Hier bevindt zich ook Hildurs Urterarium met een collectie grassen, rozen en ontelbare cactussen.

## Registers

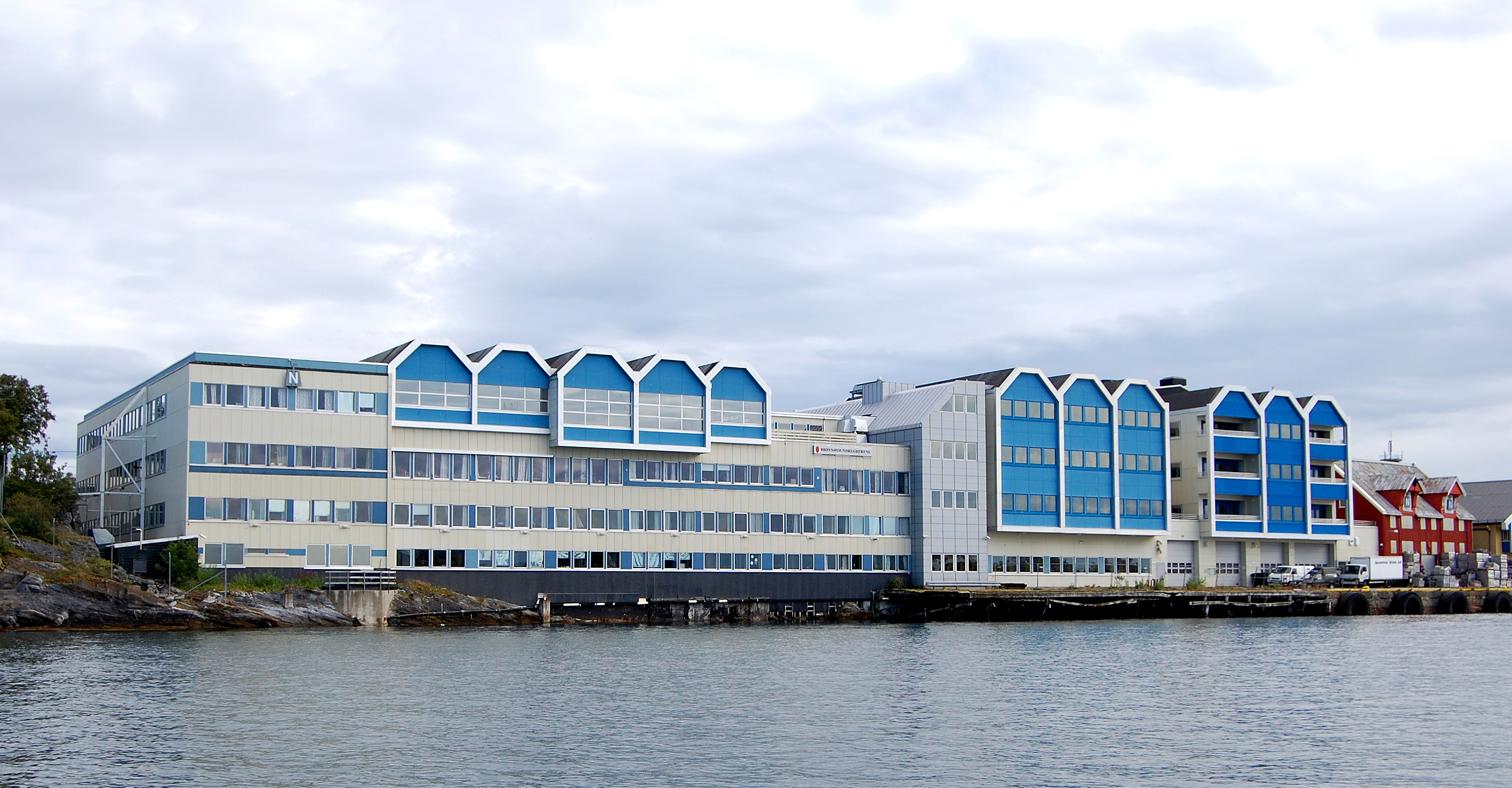
Het kantoor van Brønnøysundregstrene

De stad is in Noorwegen ook bekend als vestigingsplaats van de Brønnøysndregistrene. Deze overheidsinstantie beheert meerdere registers. Naast een handel- en faillissementsregister, omvat het onder meer het kadaster, een beroepenregistratie, een register huwelijkse voorwaarden en loterijvergunningen. De instantie heeft 560 medewerkers en is daarmee goed voor ongeveer driekwart van alle werkgelegenheid in de plaats.